# Постоянов, Валерий Иванович

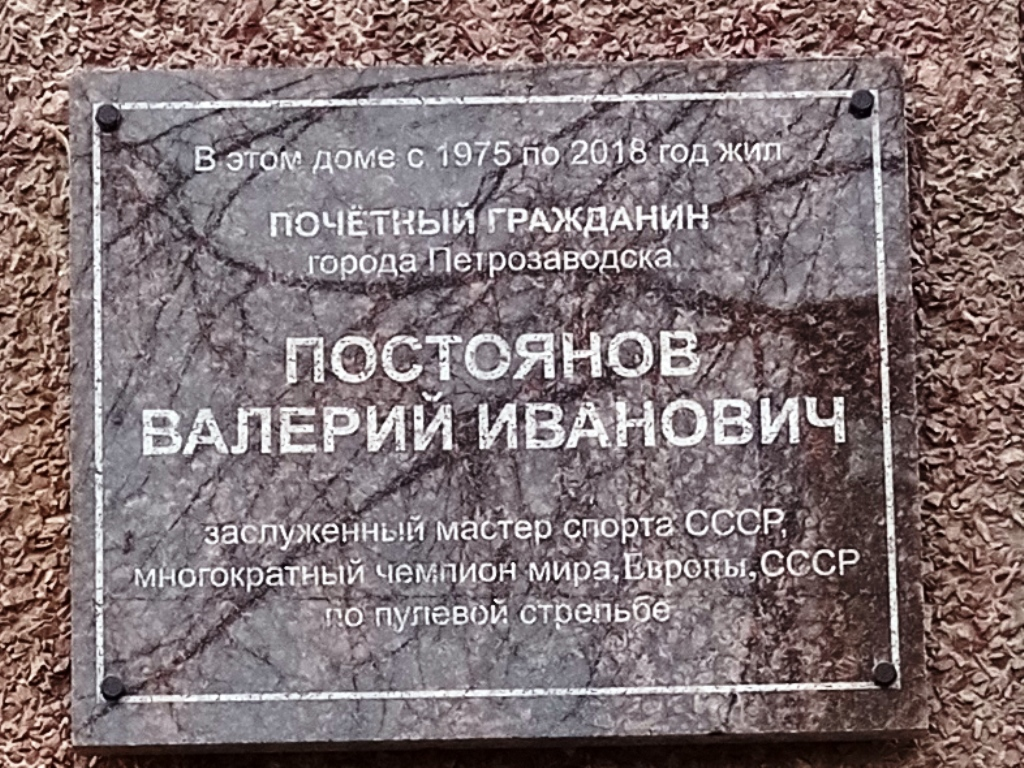
Памятная доска в Петрозаводске на здании по ул. Свердлова, 19

Валерий Иванович Постоя́нов (11 октября 1941, Иркутск — 6 февраля 2018, Петрозаводск) — спортсмен, стрелок из винтовки, заслуженный мастер спорта СССР (1970), заслуженный работник физической культуры Карельской АССР (1974), Почётный гражданин Петрозаводска (2013).

## Биография
Родился в семье военнослужащего. В 1957 году его отец Иван Григорьевич Постоянов был переведён в Петрозаводск по роду службы. Тренироваться начал в стрелково-спортивном клубе ДОСААФ (тренер Юрий Георгиевич Дмитриев).
В 1963—1966 годах служил в рядах Советской Армии на Крайнем Севере. В 1967 году выполнил норматив мастера спорта СССР международного класса, вошёл в состав сборной команды СССР по стрельбе. В течение пяти лет являлся капитаном сборной команды СССР по стрельбе.
В 1971 году окончил физико-математический факультет Петрозаводского государственного университета.
С декабря 1976 года — заместитель председателя Спорткомитета Карельской АССР, в 1983—1989 — председатель Спорткомитета Карельской АССР.
В 1976—1994 годах — член Международной федерации спортивной стрельбы.
Скончался 6 февраля 2018 года. Похоронен в Петрозаводске на почётном участке Сулажгорского кладбища.
В 2022 году посмертно награждён медалью «За заслуги перед Республикой Карелия».

## Спортивная карьера и достижения
- 12-кратный чемпион мира по пулевой стрельбе
- 8-кратный серебряный призёр чемпионатов мира
- Чемпион (дважды) и серебряный призёр (дважды) чемпионатов Европы
- 25-кратный чемпион СССР в командном и личном зачётах
- На Летних Олимпийских играх 1972 года занял четвёртое место в пулевой стрельбе в упражнении «бегущий кабан»
- Участник Летних Олимпийских игр 1976 года
- Арбитр на Летних Олимпийских играх 1980 года